# Szymon Włodarczyk
Szymon Włodarczyk (Wałbrzych, 5 gennaio 2003) è un calciatore polacco, attaccante dello Sturm Graz e della nazionale Under-21 polacca.

## Biografia
È il figlio dell'ex calciatore Piotr Włodarczyk.

## Carriera

### Club

#### Legia Varsavia
Cresciuto nel Legia Varsavia, ha esordito in prima squadra il 15 luglio 2020, nella partita di Ekstraklasa pareggiata per 0-0 contro il Lechia Danzica. La stagione seguente viene relegato per la maggior parte della stagione nella seconda squadra del club, militante in III liga, salvo poi riuscire a disputare due partite con la prima squadra tra febbraio e marzo 2021. Nel corso della stagione 2021-2022 si ritrova a scendere in campo con poca più costanza, arrivando anche ad esordire in Europa League nel mese di novembre in una gara contro il Leicester City. Il 1º dicembre segna la sua prima rete con il club polacco, in occasione di una gara contro il Motor Lublino valida per gli ottavi di finale di Coppa di Polonia.

#### Górnik Zabrze e Sturm Graz
Il 25 maggio 2022 si trasferisce al Górnik Zabrze, con cui firma un triennale. Il successivo 18 luglio sigla il proprio debutto in campionato, in una gara casalinga persa contro il KS Cracovia. La settimana seguente contribuisce con una doppietta alla vittoria della propria squadra in casa del Radomiak Radom. Termina la stagione collezionando un totale di 32 presenze e 9 reti, messe a segno tutte in campionato.
Il 7 luglio 2023 firma un contratto quadriennale con gli austriaci dello Sturm Graz. Il 22 luglio esordisce ufficialmente con il club, refilando una tripletta al SAK Klagenfurt in Coppa d'Austria. Il 30 luglio successivo esordisce in campionato, segnando una delle tre reti refilate all'Austria Vienna. Il 21 settembre debutta ufficialmente in Europa League, in un match contro lo Sporting Lisbona. Il mese successivo sigla la rete decisiva per il pareggio della propria squadra contro l'Atalanta su calcio di rigore. Termina l'annata con 40 presenze e 9 reti, vincendo sia campionato che coppa nazionale.

#### Salernitana
Il 27 agosto 2024 viene ceduto alla Salernitana, neoretrocessa in Serie B, con la formula del prestito con obbligo di riscatto al verificarsi di determinate condizioni. Debutta con i granata cinque giorni dopo, in una gara esterna contro il Mantova. Il 1º dicembre segna la sua prima rete in maglia granata, in occasione di un match casalingo vinto contro la Carrarese per 4-1. Tuttavia, per l'intera seconda metà di stagione il giocatore non scende mai il campo, chiudendo la campagna con 13 presenze deludendo le aspettative.

### Nazionale
Ha giocato nelle nazionali giovanili polacche Under-15, Under-16, Under-17, Under-19 ed Under-21.

## Statistiche

### Presenze e reti nei club
Statistiche aggiornate al 29 dicembre 2024.
| Stagione              | Squadra               | Campionato            | Campionato | Campionato | Coppe nazionali | Coppe nazionali | Coppe nazionali | Coppe continentali | Coppe continentali | Coppe continentali | Altre coppe | Altre coppe | Altre coppe | Totale | Totale | Totale |
| Stagione              | Squadra               | Comp                  | Pres       | Reti       | Comp            | Pres            | Reti            | Comp               | Pres               | Reti               | Comp        | Pres        | Reti        | Pres   | Reti   |        |
| --------------------- | --------------------- | --------------------- | ---------- | ---------- | --------------- | --------------- | --------------- | ------------------ | ------------------ | ------------------ | ----------- | ----------- | ----------- | ------ | ------ | ------ |
| lug. 2020             | Legia Varsavia        | EK                    | 2          | 0          | CP              | 0               | 0               | UEL                | -                  | -                  | -           | -           | -           | 2      | 0      |        |
| 2020-2021             | Legia Varsavia        | EK                    | 2          | 0          | CP              | 0               | 0               | UCL+UEL            | 0+0                | 0                  | -           | -           | -           | 2      | 0      |        |
| 2021-2022             | Legia Varsavia        | EK                    | 7          | 0          | CP              | 3               | 1               | UCL+UEL            | 0+2                | 0                  | -           | -           | -           | 12     | 1      |        |
| Totale Legia Varsavia | Totale Legia Varsavia | Totale Legia Varsavia | 11         | 0          |                 | 3               | 1               |                    | 2                  | 0                  |             | -           | -           | 16     | 1      |        |
| 2022-2023             | Górnik Zabrze         | EK                    | 30         | 9          | CP              | 2               | 0               | -                  | -                  | -                  | -           | -           | -           | 32     | 9      |        |
| 2023-2024             | Sturm Graz            | BL                    | 24         | 5          | CA              | 4               | 3               | UCL+UEL+UECL       | 2+6+4              | 0+1+0              | -           | -           | -           | 40     | 9      |        |
| ago. 2024             | Sturm Graz            | BL                    | 0          | 0          | CA              | 1               | 0               | UCL                | 0                  | 0                  | -           | -           | -           | 1      | 0      |        |
| Totale Sturm Graz     | Totale Sturm Graz     | Totale Sturm Graz     | 24         | 5          |                 | 5               | 3               |                    | 12                 | 1                  |             | -           | -           | 41     | 9      |        |
| ago. 2024-2025        | Salernitana           | B                     | 13         | 1          | CI              | 0               | 0               | -                  | -                  | -                  | -           | -           | -           | 13     | 1      |        |
| Totale carriera       | Totale carriera       | Totale carriera       | 78         | 15         |                 | 10              | 4               |                    | 14                 | 1                  |             | -           | -           | 102    | 20     |        |

## Palmarès

### Club

#### Competizioni nazionali
- Campionato polacco: 2

Legia Varsavia: 2019-2020, 2020-2021
- Coppa d'Austria: 1

Sturm Graz: 2023-2024
- Campionato austriaco: 1

Sturm Graz: 2023-2024